# Lisa A
Lisa A — морське будівельне судно, яке в окремі періоди залучалось до проведення робіт зі спорудження офшорних вітрових електростанцій.
Судно, що за своїм архітектурно-конструктивним типом належить до самопідіймальних (jack-up), спорудили у 1977 році. Воно має чотири опори для постановки на точку роботи та обладнане двома кранами Lampson Transilift вантажністю 1250 тонн.
На початку 21 століття в умовах нестачі спеціалізованих установок для монтажу офшорних ВЕС Lisa A кілька разів залучалась до таких робіт. Так, у вересні 2007 вона прибула в Ірландське море для облаштування фундаментів вітроелектростанції Robin Rigg. Проте невдовзі під час тестового підйому дві опори неочікувано надмірно заглибились у глинисте дно, що загрожувало перевертанням судна. Після обстеження встановили необхідність суттєвого ремонту, для проведення якого судно відправили на корабельню. Весною наступного року Lisa A повернулась в затоку Солвей-Ферт, проте виявилось, що після ремонту це судно витрачає надмірний час на один цикл переходу в робочий стан. В результаті вона встановила лише 2 із 62 фундаментів станції, тоді як більшість робіт виконало резервне судно MPI Resolution.
У 2009 році Lisa A провела монтаж вітрових агрегатів на раніше встановлені фундаменти для іншої електростанції в Ірландському морі — Rhyl Flats. При цьому на завершальному етапі їй допомагала самопідіймальна баржа KS Titan 2.
У 2011 році Lisa A встановила два метеорологічні пости в Північному морі, біля Куксгафен (Німеччина) та Ijmuiden (Нідерланди).
В 2012 році судно законтрактували для монтажу електростанції потужністю 16 МВт на індонезійському нафтовому родовищі Відурі в Яванському морі.